# Gabriel Agbonlahor
Gabriel Imuetinyan Agbonlahor (ur. 13 października 1986 w Birmingham) – były piłkarz angielski, który występował na pozycji napastnika.

## Kariera klubowa
Agbonlahor urodził się w dzielnicy Birmingham, Erdington. Jego ojciec pochodzi z Nigerii, matka jest Angielką. Jako junior trafił do młodzieżowego zespołu Aston Villi. W 2004 roku zdobył z nim młodzieżowy Puchar Anglii. W sezonie 2005/2006 był najskuteczniejszym zawodnikiem rezerw Aston Villi i w 11 występach zdobył 13 goli. W tym samym sezonie Aston Villa wypożyczała go na krótkie okresy czasu kolejno do Watfordu oraz Sheffield Wednesday. Wystąpił w młodzieżowym turnieju 2006 HKFC Philips Lighting International Soccer Sevens, na którym otrzymał nagrodę dla Najlepszego Piłkarza, a drużyna młodzieżowa Aston Villi wygrała finał z Urawą Red Diamonds. W tym samym sezonie brał także udział w International Soccer Challenge w Adelaide i razem z Shane’em Paulem doprowadził drużynę Aston Villi U-20 do zwycięstwa w tym turnieju.
Niedługo po tych sukcesach Agbonlahor zadebiutował w barwach pierwszego zespołu w Premiership. Debiut miał miejsce 18 marca 2006, Aston Villa przegrała na wyjeździe z Evertonem, a Gabriel zdobył honorowego gola. Do końca sezonu wystąpił w każdym meczu Aston Villi, czyli w 9 meczach i zajął z nią 16. miejsce w Premiership. Od początku sezonu 2006/2007 Agbonlahor jest podstawowym zawodnikiem Aston Villi i ma pewne miejsce w składzie wygrywając rywalizację zarówno z Johnem Carew, Milanem Barošem, który odszedł do Olympique Lyon, czy Kolumbijczykiem Juanem Pablo Angelem.
| Sezon              | Klub                | Kraj               | Rozgrywki          | Mecze | Bramki |
| ------------------ | ------------------- | ------------------ | ------------------ | ----- | ------ |
| 2005/06            | Watford             | Anglia             | Championship       | 3     | 0      |
| 2005/06            | Sheffield Wednesday | Anglia             | Championship       | 8     | 0      |
| 2005/06            | Aston Villa         | Anglia             | Premier League     | 9     | 1      |
| 2006/07            | Aston Villa         | Anglia             | Premier League     | 38    | 9      |
| 2007/08            | Aston Villa         | Anglia             | Premier League     | 37    | 11     |
| 2008/09            | Aston Villa         | Anglia             | Premier League     | 36    | 11     |
| 2009/10            | Aston Villa         | Anglia             | Premier League     | 36    | 13     |
| 2010/11            | Aston Villa         | Anglia             | Premier League     | 26    | 3      |
| 2011/12            | Aston Villa         | Anglia             | Premier League     | 33    | 5      |
| 2012/13            | Aston Villa         | Anglia             | Premier League     | 28    | 9      |
| 2013/14            | Aston Villa         | Anglia             | Premier League     | 30    | 4      |
| 2014/15            | Aston Villa         | Anglia             | Premier League     | 34    | 6      |
| 2015/16            | Aston Villa         | Anglia             | Premier League     | 15    | 1      |
| 2016/17            | Aston Villa         | Anglia             | Championship       | 13    | 1      |
| 2017/18            | Aston Villa         | Anglia             | Championship       | 6     | 1      |
| Łącznie w karierze | Łącznie w karierze  | Łącznie w karierze | Łącznie w karierze | 352   | 75     |

## Kariera reprezentacyjna
28 września 2006 Agbonlahor dostał powołanie do młodzieżowej reprezentacji Anglii U-21 i wystąpił w niej w meczu przeciwko Niemcom, 6 października. Miał do wyboru grę w dorosłej reprezentacji Anglii oraz reprezentacji Nigerii. Wybrał jednak tę pierwszą opcję i zadebiutował 19 listopada 2008 w meczu przeciwko Niemcom.